# Fernando Chui
Fernando Chui Sai-on (chinois : 崔世安, pinyin : cuī shìān ; cantonais Jyutping : ceoi1 sai3on1), né le 13 janvier 1957 à Macao, est un haut fonctionnaire de la santé publique chinois. Il est chef de l'exécutif de la région administrative spéciale de Macao de 2009 à 2019. Son nom de famille est Chui et son prénom en cantonais est Sai On.

## Biographie

### Famille
Il est le fils de l'entrepreneur Chui Tak-seng et de Chan Keng-fan. Ses frères Chui Sai-cheong et Chui Sai-peng sont membres de l'Assemblée législative de Macao depuis 1999 et 2005 respectivement. Sa femme, Winnie Fok Wai-fun, est la nièce de l'homme d'affaires Henry Fok, un des fondateurs de la Sociedade de Turismo e Diversões de Macau avec Stanley Ho.

### Formation
Chui suit sa formation aux États-Unis, où il obtient un diplôme en administration de l'hygiène de la ville à l'université d'État de Californie, ainsi qu'un doctorat (Ph.D.) en santé publique de l'université de l'Oklahoma. Il est membre de l'Association américaine d'hygiène publique et de l'Association américaine pour la gestion des affaires médicales.

### Carrière professionnelle
Il a été professeur invité de l'université de formation des professeurs Huanan.
Impliqué dans les domaines de la jeunesse et de l'éducation, Chui occupe différentes fonctions comme celles de tuteur à la Chambre de commerce international pour la jeunesse, de membre de la commission de la Jeunesse du gouvernement de Macao ou de directeur de l'école Ping Kiang. Il est également président de l'Association des jeunes de l'hôpital Kiang Wu et membre permanent du comité de la All-China Youth Federation.

### Carrière politique
Entre 1992 et 1995, Chui est membre de l'Assemblée législative de Macao. Lors de la rétrocession du territoire à la Chine, le 20 décembre 1999, il devient secrétaire aux Affaires sociales et à la Culture dans le nouvel exécutif de la Région administrative spéciale, dirigé par Edmund Ho. Il conserve cette fonction jusqu'en mai 2009.

#### Chef de l'exécutif de Macao
Le 25 mai 2009, il annonce sa candidature au poste de chef de l'exécutif de Macao pour succéder à Edmund Ho. Il est élu sans opposition le 26 juillet suivant par 282 membres du comité électoral sur 300 (avec 14 blancs et 4 abstentions), et assume son nouveau rôle le 20 décembre 2009,,,,. Le 31 août 2014, il est réélu sans opposition pour un nouveau mandat de cinq ans.

### Autres fonctions
Fernando Chui occupe également des fonctions au sein d'organismes de bienfaisance. Il est ainsi directeur général et directeur du département de santé et de médecine de l'Institution de charité Tung Sin Tong , président du Jaycee pour Macao, directeur exécutif de l'association de charité de l'hôpital Kiang Wu de Macao et membre du conseil d'administration de la Fondation Macau Eye-Bank.
Il est enfin vice-président de l'Association des professionnels de la gestion et président d'honneur de l'Association du personnel infirmier de Macao.

## Distinctions
- Grand-croix de l'ordre du Mérite (Portugal)